# Caracanthus unipinna
Caracanthus unipinna is een straalvinnige vissensoort uit de familie van schorpioenvissen (Scorpaenidae). De wetenschappelijke naam van de soort is voor het eerst geldig gepubliceerd in 1831 door John Edward Gray.